# Tristrana bipiramida
| Tristrana bipiramida            |                                        |
|                                 |                                        |
| Vrsta                           | bipiramida in Johnsonovo telo          |
| Stranske ploskve                | 6 trikotnikov                          |
| Robovi                          | 9                                      |
| Oglišča                         | 5                                      |
| Konfiguracija stranskih ploskev | 4(32.4) (34)                           |
| Simetrijska grupa               | D3h, [3,2],(*223) reda 12              |
| Vrtilna grupa                   | D3, [3,2]+, (223) reda 6               |
| Dual                            | tristrana prizma                       |
| Lastnosti                       | konveksna tranzitivne stranske ploskve |

Tristrana bipiramida (tudi dipiramida) je v geometriji prva v neskončni množici bipiramid s tranzitivnimi stranskimi ploskvami. Tristrana bipiramida je dual tristrane prizme.
Tristrana bipiramida je tudi Johnsonovo telo (J12) z enakostraničnimi trikotnimi stranskimi ploskvami. Kot že ime kaže, jo lahko konstruiramo z združevanjem dveh tetraedrov vzdolž ene stranske ploskve. Spada med konveksne deltaedre.

## Dualni polieder
Dual tristrane bipiramide je tristrana prizma. Ta ima 5 stranskih ploskev, od tega dve pravokotni in dve trikotni.
| Dualna tristrana bipiramida | Mreža duala |
| --------------------------- | ----------- |
|                             |             |